# Febbre emoglobinurica
La febbre emoglobinurica è una rara complicanza della malaria, caratterizzata da una massiva emolisi con ematuria.

## Epidemiologia
Tale febbre attualmente è molto meno comune di quanto lo fosse prima del 1950. La sua incidenza è maggiore negli infanti.

## Sintomatologia
I sintomi e segni clinici sono in gran parte dovuti all'emolisi e possono comprendere febbre, ittero, colorazione scura dell'urina e manifestazioni di insufficienza renale acuta.

## Eziologia
La febbre è una manifestazione di parassitosi provocata dal Plasmodium falciparum o, più raramente, da Plasmodium vivax.